# 遊戲王
《遊戲王》是日本漫畫家高橋和希創作的漫畫，從1996年9月30日開始在《週刊少年Jump》連載，2004年連載結束，總共343話，單行本全38集。作品在推出後廣受歡迎，改編成一系列的電腦遊戲、手機遊戲、紙牌遊戲、桌上遊戲、電視動畫、動畫電影、輕小說等作品。
《遊戲王》敘述性格謙讓但擅長玩遊戲的日本高中生武藤遊戲與古埃及法老王的靈魂相遇，並因此而成長的故事。劇情初期以各種各樣的遊戲為題材，而後期改以卡片遊戲為主。隨後，卡片遊戲也成為《遊戲王》系列作品的主題。原作連載結束以後，V-Jump開始連載《遊戲王R》，由伊藤彰繪畫，高橋和希監製。《遊戲王》曾改編成兩部動畫版，第一部於1998年4月起播出至同年10月，第二部動畫自2000年起播出至2004年。在完結之後仍有系列動畫作品繼續推出，截至2022年時已經推出十一部動畫。而其改編成的紙牌遊戲「遊戲王集換紙牌遊戲」在世界各地享有高人氣，在2011年的發售累積張數超過251億7千萬，被金氏世界紀錄認定為「世界銷售最多的交換卡片遊戲」，2013年金氏世界紀錄認定為「最多參加人數的交換卡片遊戲比賽」。

## 故事

### 設定
《遊戲王》的世界裡盛行一種集換卡牌遊戲，而故事中期起的主題都是卡片決鬥。決鬥（デュエル）是《遊戲王》系列的主題，也是該作品世界觀裡的主流文化。卡片決鬥為回合制，進行決鬥的人稱為決鬥者。在這種決鬥中，雙方決鬥者會配戴名為「決鬥盤」的可攜式牌桌，透過從預備好的牌組中抽出卡片，發動卡片上的效果，召喚卡片上的怪獸攻擊對手，藉著將對手的生命值降低至零以取得勝利。對《遊戲王》世界而言、卡牌決鬥不僅是一種風行的遊戲，更與整個世界的存亡息息相關。在該世界中，有著大量與卡片決鬥相關的訓練學校、提供高額獎金的決鬥競賽、也有竊取或偽造卡片的犯罪集團。在漫畫、動畫中的決鬥所採取的規則和其改編集換紙牌遊戲的規則有若干差異，實體遊戲規則請見遊戲王集換紙牌遊戲。
故事中具有各種超自然力量，其中之一是「千年神器」，這是古埃及守護法老王的七件器具。神器會選擇持有者，持有者可以發動「黑暗遊戲」，指的是有著殘酷規則的遊戲，而黑暗遊戲的輸家通常會受到「懲罰遊戲」的懲罰。在黑暗遊戲裡、卡片上的怪獸會實體化，而這個實體化與決鬥盤的「虛擬影像系統」毫無關聯，是由決鬥者的精神力產生。主角武藤遊戲擁有千年神器之一的千年積木。
《遊戲王》的故事背景主要是位於日本的虛構都市童實野市，是主角居住的城市。該城市有高中、醫院、港口、水族館、商店街等各式設施。

### 故事大綱
擅長玩遊戲的少年武藤遊戲從爺爺手上得到名為千年積木的古埃及神秘古董，他在拼好千年積木後寄宿在積木中的靈魂闇遊戲進入他的身體之中。闇遊戲是一個有高超遊戲技術、自信而且大膽的人格，他是正義的守門人，會以黑暗遊戲（闇のゲーム）來挑戰傷害遊戲和他的朋友的壞人，並對失敗者以懲罰遊戲來進行制裁。
M&W的創造者貝卡斯‧J‧克羅佛多用卑鄙的手段奪走的遊戲的爺爺的靈魂，藉以邀請遊戲以及其他的玩家來到他的島上進行決鬥大賽，為了拯救爺爺的靈魂，遊戲來到島上接受挑戰而他的朋友也偷渡前往。遊戲和城之內在島上擊敗眾多決鬥者後打入決賽，而遊戲也在最後擊敗貝卡斯。
埃及考古局長伊西絲來到日本，舉辦古埃及特展的同時並將神之卡交給海馬，希望他能以蒐集「神之卡」為由、召開戰鬥城市大賽。整個童實野市都成為決鬥的舞台，遊戲和城之內在參賽過程中遭遇獵卡集團「古魯斯」與其首領馬利克，他是企圖找遊戲復仇的守墓者一族。在最後、遊戲、城之內、海馬和馬利克進入決賽，就在大賽邁入終盤時，馬利克體內邪惡的人格甦醒。在準決賽和決賽中遊戲擊倒海馬和馬利克集齊三張神之卡。
順利取得七個千年古物和三張神之卡的闇遊戲來到埃及，他的靈魂回到古埃及並取得自己的記憶也取回自己真正的名字「亞圖姆」。為了回到冥界必須在荷魯斯之眼前進行決鬥儀式，武藤遊戲和已經取回記憶的亞圖姆在此對決。最後武藤遊戲擊敗亞圖姆讓他能安然回到冥界。

## 出版書籍
2013年1月17日，腾讯动漫與集英社達成協議，獲得本作電子版發行權。

### 單行本
| 冊數 | 集英社         | 集英社             | 東立出版社 | 東立出版社         | 柒海图书   | 柒海图书               |
| 冊數 | 發售日期       | ISBN               | 發售日期   | ISBN               | 發售日期   | ISBN                   |
| ---- | -------------- | ------------------ | ---------- | ------------------ | ---------- | ---------------------- |
| 1    | 1997年3月4日   | ISBN 4-08-872311-2 |            | ISBN 986-11-2569-8 | 2011年12月 | ISBN 978-7-5340-3027-7 |
| 2    | 1997年5月1日   | ISBN 4-08-872312-0 |            | ISBN 986-11-2570-1 | 2011年12月 | ISBN 978-7-5340-3026-0 |
| 3    | 1997年7月4日   | ISBN 4-08-872313-9 |            | ISBN 986-11-2571-X | 2011年12月 | ISBN 978-7-5340-3025-3 |
| 4    | 1997年9月4日   | ISBN 4-08-872314-7 |            | ISBN 986-11-2572-8 | 2011年12月 | ISBN 978-7-5340-3024-6 |
| 5    | 1997年11月4日  | ISBN 4-08-872315-5 |            | ISBN 986-11-2573-6 | 2012年3月  | ISBN 978-7-5340-3139-7 |
| 6    | 1998年1月9日   | ISBN 4-08-872505-0 |            | ISBN 986-11-2574-4 | 2012年3月  | ISBN 978-7-5340-3140-3 |
| 7    | 1998年3月4日   | ISBN 4-08-872530-1 |            | ISBN 986-11-2575-2 | 2012年3月  | ISBN 978-7-5340-3141-0 |
| 8    | 1998年5月1日   | ISBN 4-08-872567-0 |            | ISBN 986-11-2576-0 | 2012年3月  | ISBN 978-7-5340-3142-7 |
| 9    | 1998年8月4日   | ISBN 4-08-872591-3 |            | ISBN 986-11-2577-9 | 2012年6月  | ISBN 978-7-5340-3260-8 |
| 10   | 1998年10月2日  | ISBN 4-08-872616-2 |            | ISBN 986-11-2578-7 | 2012年6月  | ISBN 978-7-5340-3261-5 |
| 11   | 1999年1月8日   | ISBN 4-08-872661-8 |            | ISBN 986-11-2761-5 | 2012年6月  | ISBN 978-7-5340-3262-2 |
| 12   | 1999年3月4日   | ISBN 4-08-872687-1 |            | ISBN 986-11-2762-3 | 2012年6月  | ISBN 978-7-5340-3263-9 |
| 13   | 1999年4月30日  | ISBN 4-08-872715-0 |            | ISBN 986-11-2763-1 | 2013年1月  | ISBN 978-7-5340-3317-9 |
| 14   | 1999年7月2日   | ISBN 4-08-872733-9 |            | ISBN 986-11-2764-X | 2013年1月  | ISBN 978-7-5340-3407-7 |
| 15   | 1999年10月4日  | ISBN 4-08-872772-X |            | ISBN 986-11-2765-8 | 2013年1月  | ISBN 978-7-5340-3408-4 |
| 16   | 1999年12月22日 | ISBN 4-08-872807-6 |            | ISBN 986-11-2766-6 | 2013年1月  | ISBN 978-7-5340-3414-5 |
| 17   | 2000年3月3日   | ISBN 4-08-872835-1 |            | ISBN 986-11-2767-4 | 2013年8月  | ISBN 978-7-5340-3538-8 |
| 18   | 2000年4月28日  | ISBN 4-08-872860-2 |            | ISBN 986-11-2768-2 | 2013年8月  | ISBN 978-7-5340-3539-5 |
| 19   | 2000年7月4日   | ISBN 4-08-872884-X |            | ISBN 986-11-2769-0 | 2013年8月  | ISBN 978-7-5340-3541-8 |
| 20   | 2000年9月4日   | ISBN 4-08-873008-9 |            | ISBN 986-11-2770-4 | 2013年8月  | ISBN 978-7-5340-3542-5 |
| 21   | 2000年11月2日  | ISBN 4-08-873035-6 |            | ISBN 986-11-2855-7 | 2013年9月  | ISBN 978-7-5340-3574-6 |
| 22   | 2000年12月22日 | ISBN 4-08-873060-7 |            | ISBN 986-11-2856-5 | 2013年9月  | ISBN 978-7-5340-3575-3 |
| 23   | 2001年4月4日   | ISBN 4-08-873099-2 |            | ISBN 986-11-2857-3 | 2013年10月 | ISBN 978-7-5340-3597-5 |
| 24   | 2001年6月4日   | ISBN 4-08-873123-9 |            | ISBN 986-11-2858-1 | 2013年10月 | ISBN 978-7-5340-3598-2 |
| 25   | 2001年9月4日   | ISBN 4-08-873157-3 |            | ISBN 986-11-2859-X | 2013年11月 | ISBN 978-7-5340-3621-7 |
| 26   | 2001年11月2日  | ISBN 4-08-873182-4 |            | ISBN 986-11-2860-3 | 2013年11月 | ISBN 978-7-5340-3622-4 |
| 27   | 2002年3月4日   | ISBN 4-08-873231-6 |            | ISBN 986-11-2861-1 | 2013年11月 | ISBN 978-7-5340-3623-1 |
| 28   | 2002年5月1日   | ISBN 4-08-873257-X |            | ISBN 986-11-2862-X | 2013年11月 | ISBN 978-7-5340-3625-5 |
| 29   | 2002年8月2日   | ISBN 4-08-873297-9 |            | ISBN 986-11-2863-8 | 2014年5月  | ISBN 978-7-5340-3730-6 |
| 30   | 2002年10月4日  | ISBN 4-08-873330-4 |            | ISBN 986-11-2864-6 | 2014年5月  | ISBN 978-7-5340-3731-3 |
| 31   | 2002年12月4日  | ISBN 4-08-873347-9 |            | ISBN 986-11-2891-3 | 2014年5月  | ISBN 978-7-5340-3732-0 |
| 32   | 2003年3月4日   | ISBN 4-08-873390-8 |            | ISBN 986-11-2892-1 | 2014年4月  | ISBN 978-7-5340-3735-1 |
| 33   | 2003年5月1日   | ISBN 4-08-873419-X |            | ISBN 986-11-0985-4 | 2014年8月  | ISBN 978-7-5340-3854-9 |
| 34   | 2003年8月4日   | ISBN 4-08-873492-0 |            | ISBN 986-11-2894-8 | 2014年8月  | ISBN 978-7-5340-3855-6 |
| 35   | 2003年11月4日  | ISBN 4-08-873522-6 |            | ISBN 986-11-3443-3 | 2014年8月  | ISBN 978-7-5340-3899-0 |
| 36   | 2004年2月4日   | ISBN 4-08-873560-9 |            | ISBN 986-11-3647-9 | 2014年8月  | ISBN 978-7-5340-3900-3 |
| 37   | 2004年4月30日  | ISBN 4-08-873592-7 |            | ISBN 986-11-3899-4 | 2015年1月  | ISBN 978-7-5340-4212-6 |
| 38   | 2004年6月4日   | ISBN 4-08-873626-5 |            | ISBN 986-11-3900-1 | 2015年1月  | ISBN 978-7-5340-4213-3 |

### 文庫版
- 東立出版社譯作「愛藏版」

| 冊數 | 集英社         | 集英社                 | 東立出版社                    | 東立出版社             | 柒海图书  | 柒海图书               |
| 冊數 | 發售日期       | ISBN                   | 發售日期                      | ISBN                   | 發售日期  | ISBN                   |
| ---- | -------------- | ---------------------- | ----------------------------- | ---------------------- | --------- | ---------------------- |
| 1    | 2007年4月18日  | ISBN 978-4-08-618574-5 | 2021年9月17日 （首刷書盒版）  | ISBN 978-957-26-5219-0 | 2025年3月 | ISBN 978-7-5503-3551-6 |
| 2    | 2007年4月18日  | ISBN 978-4-08-618575-2 | 2021年9月17日 （首刷書盒版）  | ISBN 978-957-26-5220-6 | 2025年3月 | ISBN 978-7-5503-3551-6 |
| 3    | 2007年6月15日  | ISBN 978-4-08-618576-9 | 2021年9月17日 （首刷書盒版）  | ISBN 978-957-26-5221-3 | 2025年3月 | ISBN 978-7-5503-3551-6 |
| 4    | 2007年6月15日  | ISBN 978-4-08-618577-6 | 2021年9月17日 （首刷書盒版）  | ISBN 978-957-26-5222-0 | 2025年3月 | ISBN 978-7-5503-3551-6 |
| 5    | 2007年7月18日  | ISBN 978-4-08-618578-3 | 2021年9月17日 （首刷書盒版）  | ISBN 978-957-26-5223-7 | 2025年3月 | ISBN 978-7-5503-3551-6 |
| 6    | 2007年7月18日  | ISBN 978-4-08-618579-0 | 2021年9月17日 （首刷書盒版）  | ISBN 978-957-26-5224-4 | 2025年3月 | ISBN 978-7-5503-3548-6 |
| 7    | 2007年8月10日  | ISBN 978-4-08-618580-6 | 2021年9月17日 （首刷書盒版）  | ISBN 978-957-26-5225-1 | 2025年3月 | ISBN 978-7-5503-3548-6 |
| 8    | 2007年8月10日  | ISBN 978-4-08-618581-3 | 2021年9月17日 （首刷書盒版）  | ISBN 978-957-26-5226-8 | 2025年3月 | ISBN 978-7-5503-3548-6 |
| 9    | 2007年9月14日  | ISBN 978-4-08-618582-0 | 2021年9月17日 （首刷書盒版）  | ISBN 978-957-26-5227-5 | 2025年3月 | ISBN 978-7-5503-3548-6 |
| 10   | 2007年9月14日  | ISBN 978-4-08-618583-7 | 2021年9月17日 （首刷書盒版）  | ISBN 978-957-26-5228-2 | 2025年3月 | ISBN 978-7-5503-3548-6 |
| 11   | 2007年10月18日 | ISBN 978-4-08-618584-4 | 2021年9月17日 （首刷書盒版）  | ISBN 978-957-26-5229-9 | 2025年3月 | ISBN 978-7-5503-3548-6 |
| 12   | 2007年10月18日 | ISBN 978-4-08-618585-1 | 2021年12月17日 （首刷書盒版） | ISBN 978-957-26-5230-5 | 2025年3月 | ISBN 978-7-5503-3549-3 |
| 13   | 2007年11月16日 | ISBN 978-4-08-618586-8 | 2021年12月17日 （首刷書盒版） | ISBN 978-957-26-5231-2 | 2025年3月 | ISBN 978-7-5503-3549-3 |
| 14   | 2007年11月16日 | ISBN 978-4-08-618587-5 | 2021年12月17日 （首刷書盒版） | ISBN 978-957-26-5232-9 | 2025年3月 | ISBN 978-7-5503-3549-3 |
| 15   | 2007年12月13日 | ISBN 978-4-08-618588-2 | 2021年12月17日 （首刷書盒版） | ISBN 978-957-26-5233-6 | 2025年3月 | ISBN 978-7-5503-3549-3 |
| 16   | 2007年12月13日 | ISBN 978-4-08-618589-9 | 2021年12月17日 （首刷書盒版） | ISBN 978-957-26-6139-0 | 2025年3月 | ISBN 978-7-5503-3549-3 |
| 17   | 2008年1月18日  | ISBN 978-4-08-618590-5 | 2021年12月17日 （首刷書盒版） | ISBN 978-957-26-6140-6 | 2025年3月 | ISBN 978-7-5503-3550-9 |
| 18   | 2008年1月18日  | ISBN 978-4-08-618591-2 | 2021年12月17日 （首刷書盒版） | ISBN 978-957-26-6141-3 | 2025年3月 | ISBN 978-7-5503-3550-9 |
| 19   | 2008年2月15日  | ISBN 978-4-08-618592-9 | 2021年12月17日 （首刷書盒版） | ISBN 978-957-26-6142-0 | 2025年3月 | ISBN 978-7-5503-3550-9 |
| 20   | 2008年2月15日  | ISBN 978-4-08-618593-6 | 2021年12月17日 （首刷書盒版） | ISBN 978-957-26-6143-7 | 2025年3月 | ISBN 978-7-5503-3550-9 |
| 21   | 2008年3月18日  | ISBN 978-4-08-618594-3 | 2021年12月17日 （首刷書盒版） | ISBN 978-957-26-6144-4 | 2025年3月 | ISBN 978-7-5503-3550-9 |
| 22   | 2008年3月18日  | ISBN 978-4-08-618595-0 | 2021年12月17日 （首刷書盒版） | ISBN 978-957-26-6145-1 | 2025年3月 | ISBN 978-7-5503-3550-9 |

### 公式書
| 書名                          | 集英社        | 集英社             | 東立出版社    | 東立出版社             |
| 書名                          | 發售日期      | ISBN               | 發售日期      | ISBN                   |
| ----------------------------- | ------------- | ------------------ | ------------- | ---------------------- |
| 遊戲王角色導讀手冊―真理的福音 | 2002年11月1日 | ISBN 4-08-873363-0 | 2006年1月17日 | ISBN 978-986-11-7167-3 |

漫畫連載20週年紀念公式角色書
| 書名 | 集英社        | 集英社                 |
| 書名 | 發售日期      | ISBN                   |
| ---- | ------------- | ---------------------- |
|      | 2015年7月17日 | ISBN 978-4-08-779722-0 |

### 畫集
| 書名 | 集英社         | 集英社                 |
| 書名 | 發售日期       | ISBN                   |
| ---- | -------------- | ---------------------- |
|      | 2011年12月16日 | ISBN 978-4-08-782398-1 |
|      | 2019年11月20日 | ISBN 978-4-08-792529-6 |

## 改編作品

### 漫畫
《遊戲王R》
由高橋和希負責原案和監修，伊藤彰所繪的漫畫作品。在日本漫畫雜誌V-Jump上連載，是於漫畫遊戲王完結後所繪畫的衍生故事。共44話，單行本全5冊。
《遊戲王OCG卡图故事 闪刀姬篇》
由吉田伸負責原案，三好直人所繪的OCG卡片衍生的漫畫作品。連載中。

### 小說
原作和插畫由高橋和希負責，作者為千葉克彥。
| 書名     | 集英社       | 集英社             | 東立出版社   | 東立出版社             |
| 書名     | 發售日期     | ISBN               | 發售日期     | ISBN                   |
| -------- | ------------ | ------------------ | ------------ | ---------------------- |
| 遊☆戲☆王 | 1999年9月3日 | ISBN 4-08-703086-5 | 2009年1月8日 | ISBN 978-986-10-3032-6 |

### 電視動畫
《遊戲王》 (全27話)
於1998年4月4日在日本的朝日電視台播放，為了與續作區別通稱無印版，或是以電視台名稱為朝日版。共有27集。以漫畫初期的「黑暗遊戲（闇のゲーム）」的故事為主，刪除了部分比較暴力的情節和遊戲設計，並將原本只是單集配角的美穗改為主角群成員。
《遊戲王—怪獸之決鬥》 (全224話)
轉往東京電視台播映，於2000年4月18日播出，以決鬥者王國篇開始的卡片怪獸決鬥為主線。台灣中華電視公司與香港亞洲電視本港台均譯為《遊戲王－怪獸之決鬥》，台灣從2001年起播放，香港從2002年起分階段播放。英文版權由美國華納兄弟公司獲得，並於他們旗下的Cartoon Network（在臺灣稱為卡通頻道）、Nickelodeon及其他友好聯盟播放，並拍成動畫電影，於2004年暑假在美國上映。
《遊戲王GX》 (全180話)
2004年10月6日起播出。本作為《遊戲王－怪獸之決鬥》的續篇。主角為遊城十代，是武藤遊戲的繼承人，體內擁有「霸王」的靈魂和力量，使用元素英雄牌組和融合召喚。故事描述他在決鬥學院三年的學生生活，與夥伴的衝突、感情與成長。整體故事與原作無承接關聯，但有部分原作人物登場。
《遊戲王5D's》 (全154話)
2008年4月2日起播出。該故事以一種叫「D輪」的交通工具來做卡片決鬥並以同步召喚為主題，故事背景在已成為階級社會的「新童實野市」，主角是具有紅龍力量、身為「龍印者」之一的不動遊星，他與其他的龍印者夥伴一起參與比賽，並被捲入牽涉世界存亡的危機之中。
《遊戲王ZEXAL》 (全146話)
第一期2011年4月11日播出，第二期2012年10月7日播出 更名為《遊戲王ZEXALII》， 主角為九十九遊馬和阿斯特拉爾，故事以超量召喚為主題，時間為近未來、以決鬥盤配合決鬥鏡（亦稱D視鏡）進行AR決鬥，AR決鬥中會使虛擬影像實體化的怪獸更擬真，並且也會模擬在決鬥附近的場地被怪獸破壞的情形。
《遊戲王ARC-V》 (全148話)
2014年4月6日起播出，主角為榊遊矢，故事敘述他和夥伴們被捲入涉及多個次元的一個巨大事件中。故事發展的時間為遙遠未來，決鬥變成更加生動且更有效果的「動作決鬥」，而不用像ZEXAL時代那樣搭配決鬥D視鏡後進行決鬥。本作延續前作的所有召喚方式，並增加了鐘擺召喚和動作決鬥等設計。本作中有大量前作的角色登場。
《遊戲王VRAINS》 (全120話)
2017年5月10日起播出，故事的舞台是虛擬實境世界，描述主角藤木遊作尋找過去發生在自己身上一起事件的真相，並對抗虛擬世界的組織漢諾騎士。
《遊戲王SEVENS》 (全92話)
2020年4月4日開始播出。主角王道遊我認為一般決鬥的規則很陳舊，便設計了「超速決鬥」規則。
《遊戲王GO RUSH》
2022年4月3日開始播出。本作為《遊戲王SEVENS》的續篇。
《遊戲王－怪獸之決鬥 膠囊怪獸》
共12集，由GALLOP製作，在2006年播出。

### 劇場版
- 《遊戲王》：1999年3月6日在日本上映。
- 《游戏王—怪兽之决斗 光之金字塔》：2004年8月13日在美国首映、2004年11月3日在日本首映、2005年8月26日在台灣首映。
- 《10th週年劇場版 遊戲王 ～超融合！跨越時空的羈絆～》：2010年1月23日在日本首映、2011年2月26日於日本再映、美國、台灣等地區首映。
- 《遊戲王：次元的黑暗面》(The Dark Side of Dimensions)：2016年4月23日在日本首映、2016年9月15日於台灣首映、2016年10月13日於香港首映。

### 卡片遊戲
1998年萬代發售遊戲王卡（遊☆戯☆王カードダス），1999年科樂美依據原作內容的卡片遊戲開發出名為「Official Card Game：Duel Monsters」，簡稱遊戲王OCG，以日本、北美、歐洲為中心開始向全世界發售卡片，2010年起官方有給予這兩國代理權都給負責TCG、KCG負責，由他們生產美英、韓文版遊戲王卡。馬來西亞、新加坡、菲律賓、香港、泰國由MTG Mint Card Ltd.代理，臺灣由巨崗洋行代理。2020年起，中國大陸地區遊戲王OCG由上海映蝶影视文化有限公司代理。

### 電子遊戲
| 標題                                                    | 原作名稱                                    | 平台                                                      | 發售日         |
| ------------------------------------------------------- | ------------------------------------------- | --------------------------------------------------------- | -------------- |
| 遊戲王 怪獸膠囊GB                                       |                                             | GBC                                                       | 2000年4月13日  |
| 遊戲王 怪獸之決鬥                                       |                                             | GB                                                        | 1998年12月16日 |
| 遊戲王 怪獸之決鬥2 闇界決鬥記                           |                                             | GBC                                                       | 1999年7月8日   |
| 遊戲王 怪獸之決鬥3 三聖戰神降臨                         |                                             | GBC                                                       | 2000年7月13日  |
| 遊戲王 怪獸之決鬥4 最強決鬥者戰記 遊戲版                |                                             | GBC                                                       | 2000年12月7日  |
| 遊戲王 怪獸之決鬥4 最強決鬥者戰記 海馬版                |                                             | GBC                                                       | 2000年12月7日  |
| 遊戲王 怪獸之決鬥4 最強決鬥者戰記 城之內版              |                                             | GBC                                                       | 2000年12月7日  |
| 遊戲王 怪獸龍門骰                                       |                                             | GBA                                                       | 2001年3月21日  |
| 遊戲王 雙六之骰                                         |                                             | GBA                                                       | 2004年3月18日  |
| 遊戲王 怪獸之決鬥 5 Expert1                             |                                             | GBA                                                       | 2001年7月5日   |
| 遊戲王 怪獸之決鬥 6 Expert2                             |                                             | GBA                                                       | 2001年12月20日 |
| 遊戲王 怪獸之決鬥 7 決鬥都市傳說                        |                                             | GBA                                                       | 2002年7月4日   |
| 遊戲王 怪獸之決鬥 8 破滅的大邪神                        |                                             | GBA                                                       | 2003年8月20日  |
| 遊戲王 怪獸之決鬥 世界版：Stairway to the Destined Soul |                                             | GBA                                                       | 2003年4月17日  |
| 遊戲王 怪獸之決鬥 世界版 2                              |                                             | GBA                                                       | 2004年12月30日 |
| 遊戲王 怪獸之決鬥 Expert 3                              |                                             | GBA                                                       | 2004年2月5日   |
| 遊戲王 怪獸之決鬥 GX 目標決鬥王！                       |                                             | GBA                                                       | 2005年10月13日 |
| 遊戲王 怪獸之決鬥 Expert 2006                           |                                             | GBA                                                       | 2006年2月23日  |
| 遊戲王 怪獸之決鬥 夢靨的吟唱者                          |                                             | NDS                                                       | 2005年7月21日  |
| 遊戲王 怪獸之決鬥GX 魂之召喚者                          |                                             | NDS                                                       | 2006年11月30日 |
| 遊戲王 怪獸之決鬥 世界錦標賽 2007                       |                                             | NDS                                                       | 2007年3月15日  |
| 遊戲王 怪獸之決鬥 世界錦標賽 2008                       |                                             | NDS                                                       | 2007年11月29日 |
| 遊戲王5D's 星塵加速者 世界錦標賽 2009                   |                                             | NDS                                                       | 2009年3月26日  |
| 遊戲王5D's 世界錦標賽 2010 復甦的阿卡迪亞               |                                             | NDS                                                       | 2010年2月18日  |
| 遊戲王5D's 世界錦標賽 2011 OVER THE NEXUS               |                                             | NDS                                                       | 2011年2月24日  |
| 遊戲王ZEXAL 激突！決鬥嘉年華！                          |                                             | 3DS                                                       | 2013年12月5日  |
| 遊戲王 怪獸之決鬥 最強卡片戰鬥！                        |                                             | 3DS                                                       | 2016年7月6日   |
| 遊戲王5D's Wheelie Breakers                             |                                             | Wii                                                       | 2009年3月26日  |
| 遊戲王5D's Duel Transer                                 |                                             | Wii                                                       | 2011年4月21日  |
| 遊戲王 遺產之決鬥：連結進化                             |                                             | NS                                                        | 2019年4月25日  |
| 遊戲王 混沌之力 遊戲版                                  | Yu-Gi-Oh! Power of Chaos: Yugi the Destiny  | PC                                                        | 2004年1月12日  |
| 遊戲王 混沌之力 海馬版                                  | Yu-Gi-Oh! Power of Chaos: Kaiba the Revenge | PC                                                        | 2004年4月7日   |
| 遊戲王 混沌之力 城之內版                                | Yu-Gi-Oh! Power of Chaos: Joey the Passion  | PC                                                        | 2004年7月2日   |
| 遊戲王 Online                                           |                                             | PC                                                        | 2005年11月4日  |
| 遊戲王 Online2                                          |                                             | PC                                                        | 2007年1月1日   |
| 遊戲王 Online3                                          |                                             | PC                                                        | 2009年12月8日  |
| 遊戲王 真怪獸之決鬥 被封印的記憶                        |                                             | PS                                                        | 1999年12月9日  |
| 遊戲王 真怪獸之決鬥II 継承的記憶                        |                                             | PS                                                        | 2001年9月6日   |
| 遊戲王GX TAG FORCE Evolution                            |                                             | PS2                                                       | 2007年12月6日  |
| 遊戲王 怪獸之決鬥GX TAG FORCE                           |                                             | PSP                                                       | 2006年9月14日  |
| 遊戲王 怪獸之決鬥GX TAG FORCE 2                         |                                             | PSP                                                       | 2007年9月27日  |
| 遊戲王 怪獸之決鬥GX TAG FORCE 3                         |                                             | PSP                                                       | 2008年11月27日 |
| 遊戲王5D's TAG FORCE 4                                  |                                             | PSP                                                       | 2009年9月17日  |
| 遊戲王5D's TAG FORCE 5                                  |                                             | PSP                                                       | 2010年9月16日  |
| 遊戲王5D's TAG FORCE 6                                  |                                             | PSP                                                       | 2011年9月22日  |
| 遊戲王ARC-V TAG FORCE SP                                |                                             | PSP                                                       | 2015年1月22日  |
| 遊戲王5D's DECADE DUELS                                 | Yu-Gi-Oh! 5D's DECADE DUELS                 | Xbox 360                                                  | 2010年11月3日  |
| 遊戲王5D's DECADE DUELS Plus                            | Yu-Gi-Oh! 5D's DECADE DUELS Plus            | Xbox 360                                                  | 2013年2月13日  |
| 遊戲王 Millennium Duels                                 | Yu-Gi-Oh! Millennium Duels                  | Xbox 360、PS3                                             | 2014年3月26日  |
| 遊戲王 決鬥聯盟                                         | Yu-Gi-Oh! DUEL LINKS                        | 手機、PC                                                  | 2016年11月17日 |
| 遊戲王 決鬥者遺產                                       | Yu-Gi-Oh! Legacy of The Duelist             | PC                                                        | 2016年12月8日  |
| 遊戲王：大師決鬥                                        |                                             | PC、手機、PS4、PS5、Xbox One、Xbox Series X、任天堂Switch | 2022年1月19日  |

### 實體玩具
OCG發行前，亦推出過遊戲王卡以外的相關產品。「龍骰」(英文：Dungeon Dice Monsters)，簡稱DDM。
DDM於動漫畫《遊戲王－怪獸之決鬥》為御伽龍兒所設計的一款戰棋遊戲，取其名「龍骰」。
DDM玩家數二人或以上，並以多個可展開的骰子在一矩形決鬥盤（地圖）上進行對決。
在2008年推出一款桌遊，玩家透過擲骰，操控角色在棋盤上移動，嘗試收集紅牌、紫牌並贏得決鬥。

### 其他
決鬥盤的實體版本由科樂美公司販售，但並沒有作品中的投影功能。
已經有以千年積木、千年智慧輪為主題的手錶、項鍊等商品推出，以及純金製的千年積木非賣品。更有愛好者自行製作了可以實際組合的千年積木。

## 外界回應

### 同好影響
除了官方販售的決鬥盤以外、亦有許多愛好者將其改裝、自行製作具有投影功能的決鬥盤。
在故事的決鬥中，融合召喚所採用的卡片之一「融合」被戲謔地用在一些表示兩個事物結合的場合。曾有網友表示在網路購買了蘋果公司的手機iPhone 7後，卻收到iPhone 3、iPhone 4和一張「融合」卡。

### 媒體評價
動畫新聞網的約翰·亞佳拉（John Jakala）在2003年評論，雖然第二部動畫讓《遊戲王》變得很無趣，但漫畫卻是「意想不到的黑暗與無常」，同時讓他聯想到尼爾·蓋曼的作品。他描述：遊戲被帶到一個有古老神秘力量的世界，那裡有著明確的規則，而這個系列讓遊戲成為劇情的主幹，有很多的可能性，因此在故事朝向紙牌遊戲發展後，他感到擔憂。

## 相關爭議

### 實物侵權
部分商人見遊戲王卡大賣，就違法製造遊戲王盜版卡片圖利。雖然假卡較正版便宜，甚至有生產正版沒有的產品（如動畫原創卡），並於各地小型文具玩具店，甚至網購都有。不過假卡品質低劣，且使用仿冒品已屬違反部份國家地區法律。當然盜版卡不容許使用於官方所舉辦的任何比賽，而且主要的遊戲王卡店是不歡迎客人用假卡和非法交易。

### 電子侵權
網上出現盜版作品，提供近乎正版官方(《遊戲王Online》)的「線上對戰服務」。除了玩法相近，這些網站亦會抄襲遊戲卡片種類、圖案。雖然這些抄襲作品一般充滿可知程式錯誤(BUG)，服務器連接亦不穩定，營運者也不會阻止玩家作弊，不過侵權網站仍然因為免收費的關係而大行其道。
2012年9月30日下午5時官方正式停止相關服務。非法下載影響遊戲王的單機遊戲。GBA、PSP、NDS等平台電動遊戲，都可以在各大論壇網找到。使用者只需下載相關資料，安裝遊戲機模擬器，或直接使用破解版的官方電玩遊戲就可以免費使用原本需要購買的遊戲。

## 外部連結
官方網站
- 遊戲王官方遊戲綜合 （页面存档备份，存于）（日語）

非官方網站
- 遊戲王卡片Wiki （页面存档备份，存于） 由愛好者設立的卡片資料百科（日語）
- Yu-Gi-Oh!_Wikia （页面存档备份，存于） 由愛好者設立的綜合愛好者百科（英文）
- 遊☆戯☆王OCGエキスパートルールＨＰ （页面存档备份，存于）（日語）